# F.C. Bolzano 1996
FC Bolzano 1996 là một câu lạc bộ bóng đá Ý có trụ sở tại Bolzano (tiếng Đức: Bozen). Màu sắc của đội là trắng và đỏ.
Được thành lập vào năm 1931 với tên AC Bolzano, năm 2015 đội sáp nhập với AC Virtus Don Bosco, tạo ra một câu lạc bộ mới có tên AC Virtus Bolzano.